# Sidney Govou
Sidney Govou, né le 27 juillet 1979 au Puy-en-Velay (Haute-Loire, France), est un footballeur international français d'origine béninoise évoluant au poste de milieu offensif ou d'ailier.
Il réalise l'essentiel de sa carrière professionnelle à l'Olympique lyonnais, avec lequel il remporte le championnat de France à sept reprises de 2002 à 2008.
Sélectionné à 49 reprises en équipe de France entre 2002 et 2010, il remporte la Coupe des confédérations en 2003 et participe à la Coupe du monde 2006 dont il atteint la finale.
À l'issue de sa carrière professionnelle, achevée en 2013, il poursuit la pratique du football à un niveau amateur. Il évolue actuellement à l’Élan sportif de Chaponost en vétéran.
Lors des élections municipales françaises de 2020, il est élu sur la liste Ensemble pour Saint Didier, menée par Marie-Hélène Matthieu. Il est depuis, conseiller municipal de la commune de Saint-Didier-au-Mont-d'Or.

## Biographie

### Enfance et formation
Sidney Govou nait le 27 juillet 1979, il est le fils de Georges, laborantin, et Florentine, cuisinière. Il doit son prénom à Sidney Poitier, acteur américano-bahaméen dont son père est fan. Celui-ci quitte le Bénin pour venir jouer au Puy-en-Velay comme ailier de l'équipe de Division 3,. Sidney se met rapidement au football mais son père veut qu'il pense surtout à ses études. Le jeune joueur, d'abord milieu offensif puis attaquant, flambe alors à Brives-Charensac.
Le FC Nantes lui offre une semaine d'essai, l'année du baccalauréat, où il se rend sans motivation, préférant se concentrer sur son examen. Sidney n'est logiquement pas retenu mais décroche son Bac S. Souhaitant devenir kinésithérapeute, il se voit alors continuer ses études supérieures. Après une saison avec les moins de 17 ans du Puy-en-Velay, c'est l'Olympique lyonnais cette fois qui se manifeste. Entre manque de confiance en ses capacités, volonté de rester à l'école et envie de jouer pour le plaisir, Govou a du mal à faire le grand saut.
Il se laisse toutefois convaincre, signe pour un an, quitte le cocon familial et passe de deux entraînements par semaine à deux par jour. Il effectue une première année de Licence en géographie à l'Université Lumière Lyon 2 avant de pleinement se consacrer au football. En difficulté au début, il prend rapidement le rythme, quitte sa chambre du centre pour un appartement plus confortable et tout s'enchaîne sur le terrain. Après avoir fait ses armes en Division d'Honneur, il termine la saison avec l'équipe de CFA et remporte le championnat de France des centres de formation, inscrivant le premier des trois buts lyonnais en finale face à l'AJ Auxerre. Ayant pris confiance en lui, il décide d'accepter la prolongation qui lui est proposée. Il fait ensuite ses preuves en équipe réserve (82 buts en 3 saisons) et est convoqué par l’entraîneur de l'équipe première où il fait ses premiers pas à 19 ans.

### Une décennie avec l'Olympique lyonnais

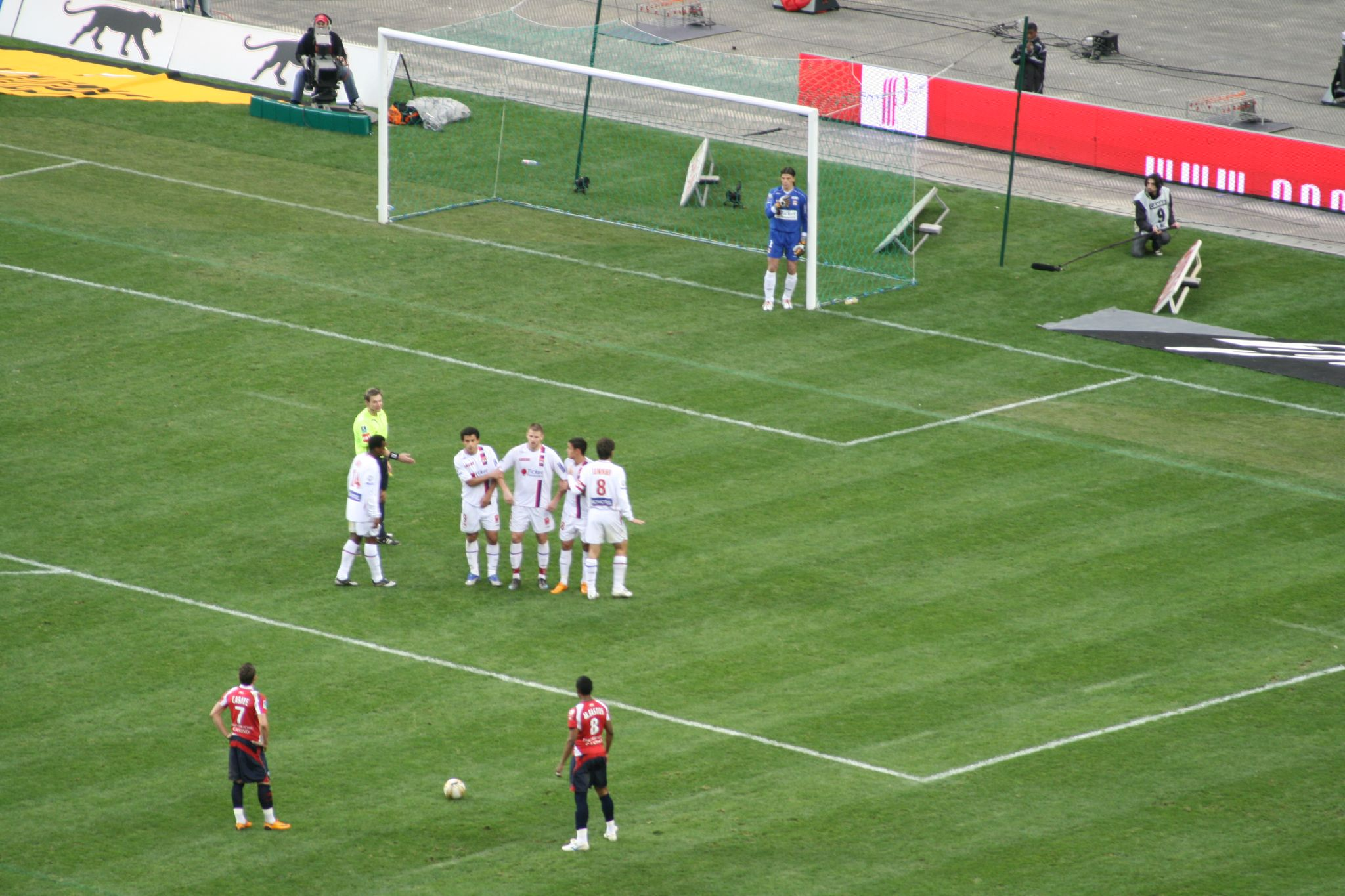
Govou dans le mur lyonnais lors d'un match contre Lille en 2008.

Au début de l'année 2000, trois ans après son arrivée à l'Olympique lyonnais, Sidney Govou intègre le groupe professionnel alors dirigé par Bernard Lacombe. Le 15 janvier à Auxerre, il fait ses débuts en première division et entre en jeu pour les dix dernières minutes du match. Quelques semaines plus tard, en quart de finale de la Coupe de France contre le Red Star, Govou rentre à la 52e minute et inscrit les deux buts de la qualification en deux minutes.
Après avoir signé son premier contrat professionnel durant l'été 2000, Govou signe ses deux premiers buts en D1 française contre l'AJ Auxerre alors que sa mère Florentine vient le voir jouer pour la première fois.
Durant la saison 2000-2001, il fait son nid au sein de l'attaque de l'OL, aux côtés de Sonny Anderson et Steve Marlet. Titulaire ou joker, en vertu du turnover, il est couvé par Jacques Santini. Il se fait connaître du grand public avec la rencontre face au Bayern Munich en Ligue des champions où il marque deux buts. Au terme de cette saison, il est élu meilleur espoir lors des trophées de l'UNFP.
La saison suivante, il entame avec l'Olympique Lyonnais la série de sept titres en championnat. Lors de la saison 2004-2005, Paul Le Guen lui confie le brassard de capitaine pendant la longue blessure de l'habituel capitaine de l'équipe, Claudio Caçapa. Govou réussira la saison la plus aboutie de sa carrière par ses performances notamment en Ligue des champions où les Lyonnais s'inclineront en quart de finale contre le PSV Eindhoven aux tirs au but. Sidney délivre cinq passes décisives dans ce tournoi.
À la fin des années 2000, son nom est régulièrement cité pour un transfert car il ne cache pas qu'une expérience à l'étranger l'intéresse. Il marque le but victorieux en prolongation qui donne la Coupe de France 2008 à l'Olympique lyonnais face au PSG. Victime, en 2008-2009, d'une rupture totale du tendon d'Achille, il revient en fin de saison et permet à l'OL de finir troisième du championnat.
Après le départ de Juninho, Claude Puel le désigne capitaine mais cela ne dure guère et Cris le remplace en raison notamment de quelques écarts de conduite extra-sportifs. Pour sa dernière année avec les Gones, les Lyonnais seront éliminés en demi-finale de la Ligue des champions. Une belle performance et une première dans l'histoire du club à se hisser dans le dernier carré dans cette compétition, battu par le Bayern Munich en 2010.

### Parcours en sélection nationale
Sidney Govou vit sa première sélection avec l'équipe de France espoirs sans toucher le ballon. Rentré à la 90e minute contre l'Autriche en octobre 1999, un corner est joué puis l'arbitre siffle la fin du match. Rappelé ensuite pour un déplacement en Bosnie, il joue 23 minutes cette fois-ci.
Sidney Govou honore sa première sélection le 21 août 2002 contre la Tunisie. Il marque son premier but en bleu contre la Slovénie en match de qualifications pour l'Euro 2004 (victoire 5-0).
Il participe également à la Coupe des confédérations 2003 en France, il marquera le but de la victoire contre le Japon (2-1) au Stade Geoffroy-Guichard en phase de groupe. Il disputera trois matches et ne rentrera pas en finale de cette compétition contre le Cameroun. L'équipe de France arrache la victoire (0-1) en prolongations sur un but en or de Thierry Henry.
En 2004, il n'est pas retenu pour l'Euro 2004 au Portugal mais la blessure de Ludovic Giuly avant le début de la compétition lui permet d'intégrer l'équipe de France. Il ne participe toutefois à aucun match.
Régulièrement appelé par Raymond Domenech après le Championnat d'Europe perdu contre la Grèce, il participe activement aux matches de qualifications pour la Coupe du monde 2006 mais ne marquera aucun but sur ces deux saisons en bleu.
Malgré un contexte similaire, lui vaut également d'être appelé par le sélectionneur pour pallier le forfait de Djibril Cissé en Allemagne lors du tournoi. Il dispute quatre matches de la Coupe du monde en tant que remplaçant. Il ne dispute pas la finale perdue face à l'Italie.
Son principal exploit en équipe de France est son doublé contre l'équipe d'Italie avec une victoire de la France par trois buts à un, le 6 septembre 2006. match éliminatoire du championnat d'Europe 2008. Govou avait été titularisé par Raymond Domenech alors qu'il n'avait pas encore joué en compétition avec l'équipe première de l'Olympique lyonnais.
Qualifié pour l'Euro 2008, il participera à deux matches, titulaire contre les Pays-Bas sur une lourde défaite (4-1), malgré une très bonne prestation. Il rentrera sur le dernier match décisif des bleus qui devaient marquer deux buts d'écarts contre l'Italie pour se qualifier mais qui n'y arriveront pas. Les Italiens battent les Français (0-2) qui se retrouvent derniers du groupe et éliminés au profit du Champion du monde en titre. Durant cet Euro, puis lors de la Coupe du monde 2010, Govou porte le no 10, laissé vacant par Zinédine Zidane après sa retraire à l'issue de la Coupe du monde 2006.
Le 20 août 2008, lors d'un match amical contre la Suède, il réalise un second doublé et la France l'emporte par trois buts à deux.
Le 6 septembre, les Français affrontent l'Autriche pour le premier match de poule de qualification pour la Coupe du monde 2010, mais perd malgré le but du Lyonnais qui sera son dernier avec les Bleus. (3-1). Il réalise sa première passe décisive en équipe de France contre la Serbie pour Thierry Henry, le 10 septembre (victoire 2-1). Le 14 octobre 2009, contre l'Autriche du match retour au Stade de France, il hérite du brassard de capitaine après la sortie de ce dernier. Et également lors du match amical contre l'Espagne en 2010, (défaite 0-2) au Stade de France.

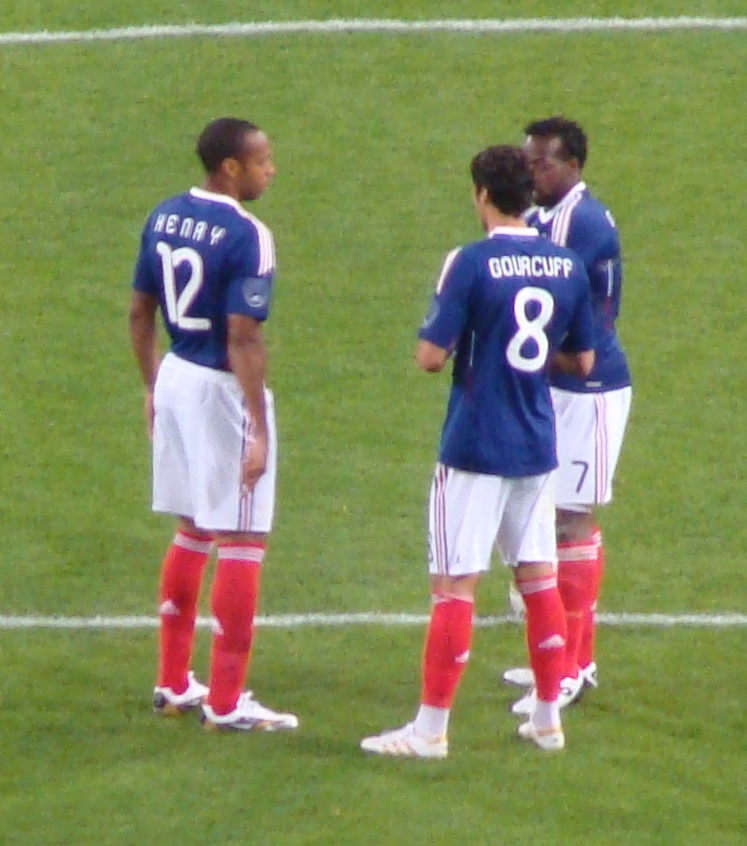
Avec Henry et Gourcuff, en match de préparation du Mondial 2010.

Il est sélectionné le 24 mai 2010 par Raymond Domenech pour la Coupe du monde 2010 en Afrique du Sud, il le maintient titulaire pour les matchs de préparation et pour la Coupe du Monde, une première pour Sidney Govou pour un tournoi international avec les Bleus. Il est aligné aux côtés de Nicolas Anelka et de Franck Ribéry au front de l'attaque. Très décevant sur ces trois matches de préparation, il ne marquera aucun but. Il joue les deux premiers matches de la compétition contre l'Uruguay (0-0) et le Mexique (défaite 0-2). Les Bleus termineront en fiasco avec la grève de Knysna et joueront le dernier match capital contre l'Afrique du Sud (défaite 1-2). Govou rentrera dans les dix dernières minutes mais ne changera rien et jouera sa dernière sélection. Les Français devaient marquer deux buts d'écarts pour se qualifier mais sont éliminés avec un point sur trois matches.
À la suite de ses performances faibles en Coupe du monde et motivé par une volonté de renouveler l'effectif avec plus de jeunes, Laurent Blanc, le nouveau sélectionneur, décide de ne plus le sélectionner. Il compte 49 sélections en équipe de France et a marqué 10 buts. En compétition, il a disputé 3 matches de Coupe des confédérations, 2 matches de Championnat d'Europe et 7 matches de Coupe du monde.

### Panathinaïkos
À l'été 2010, Govou franchit le pas d'un départ à l'étranger et signe pour 2 ans au Panathinaïkos, avec un salaire annuel de 1,5 M€, où évolue déjà son compatriote Djibril Cissé, et où il sera rejoint par Jean-Alain Boumsong.
Au mois d'octobre, le Panathainaïkos exige des explications écrites à Sidney Govou après une nouvelle sortie nocturne non autorisée. Il est condamné par son club à une amende de 50 000 euros pour avoir enfreint à deux reprises le règlement de l'équipe concernant les sorties nocturnes. Quelques jours plus tard, il dément par le biais de son avocat avoir été condamné à une amende par son club. À la suite de problèmes et pour prouver sa motivation à porter le maillot de l'équipe, il accepte de ne percevoir que 1 050 € par mois, hors primes.

### Evian Thonon Gaillard
En juillet 2011, le Panathinaïkos Athènes, en difficultés financières, résilie à l'amiable le contrat de Sidney Govou. Il fait alors son retour dans le championnat de France en s'engageant quelques jours plus tard en faveur du club d'Évian-Thonon-Gaillard pour deux saisons,.
Le 10 mars 2012, Govou est victime d'une rupture du tendon d'Achille gauche, comme trois ans auparavant mais sur l'autre jambe, lors du match comptant pour la 27e journée de Ligue 1 face au FC Sochaux (défaite 2-3). Opéré avec succès deux jours plus tard, sa période d'absence est estimée entre quatre et six mois.
Le 16 mars 2013, au cours d'un match d'Évian Thonon-Gaillard remporté 2-1 sur le terrain du LOSC pour le compte de la 29e journée du Ligue 1, Govou se fracture la rotule et se rompt le tendon rotulien sur un geste acrobatique. Son opération est prévue le mardi 19 mars 2013, sa durée d'indisponibilité est estimée à 6 mois. Pascal Dupraz, l’entraîneur actuel d'Évian-Thonon-Gaillard dira le soir de la rencontre : « Cette victoire, je la dédie à Sidney Govou. Il mérite une plus belle fin de carrière donc on espère qu'il se remettra vite comme il l'a toujours fait. C'est un grand besogneux qui se soigne toujours rapidement. » Personnalité très appréciée, les messages de soutien se multiplient. Lors de la trève estivale, le club d'Évian-Thonon-Gaillard annonce qu'il se separe de plusieurs de ses joueurs, dont Govou.
En 2022, le magazine So Foot le classe dans le top 1000 des meilleurs joueurs du championnat de France, à la 69e place.

### Fin de carrière et reconversion

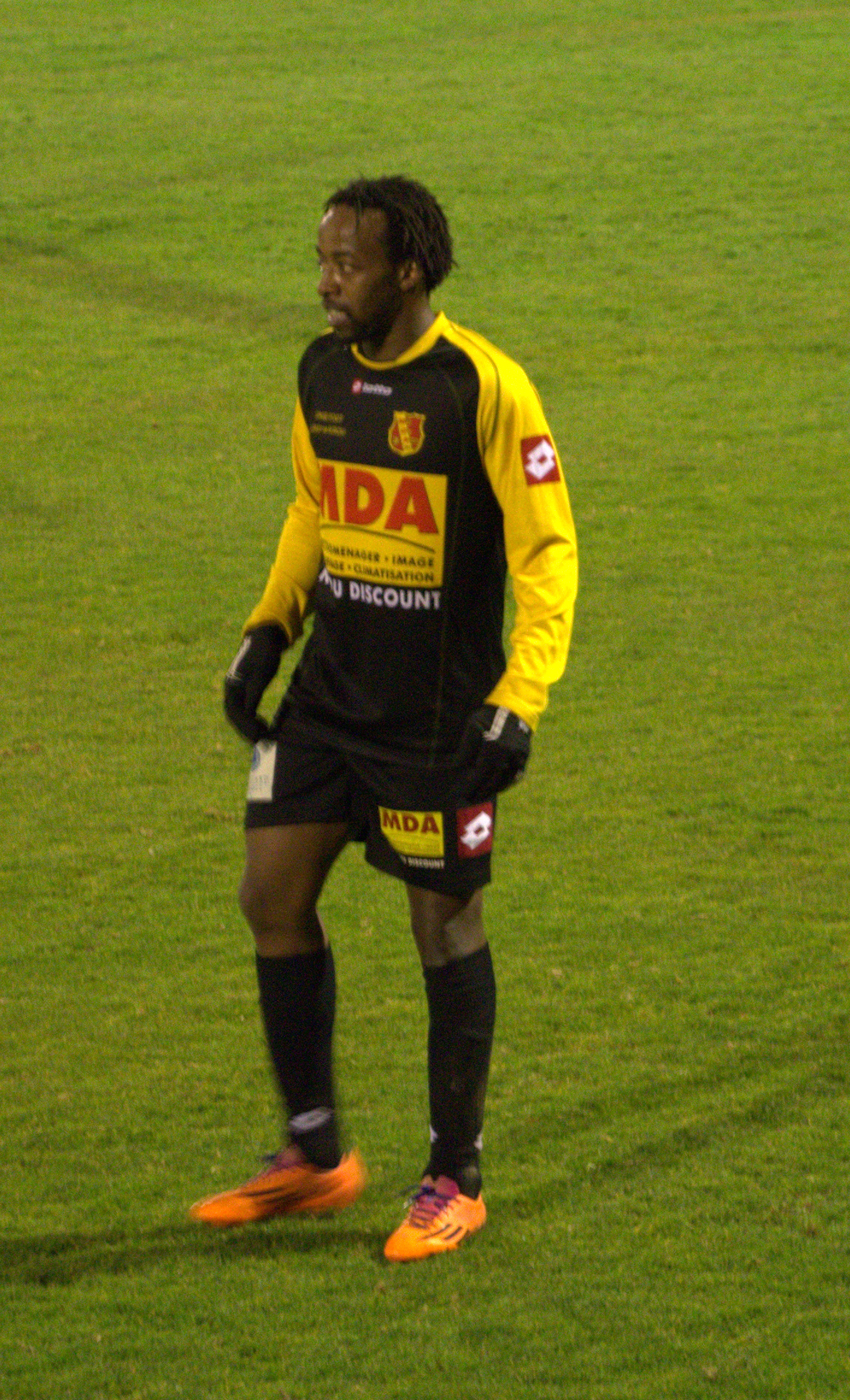
Govou avec Chasselay en 2014.

Le 15 octobre 2013, l'Olympique lyonnais annonce que Govou a pris une licence amateur avec la réserve de l'OL. Il y porte le numéro 17. Puis le 27 janvier 2014, il rejoint Chasselay MDA, alors en championnat de France amateur. Après un an et demi dans cette formation, il part aux États-Unis et le championnat de PDL en signant au FC Miami City (en),. À l'issue de la saison régulière où il joue onze rencontres, son équipe termine à la seconde position et il rejoint par la suite le FC Limonest, avec qui il monte en National 3 en 2016. En 2019, il est sur le banc quand le club de la banlieue lyonnaise se qualifie en 32es de finale de la Coupe de France, après avoir sorti l'US Créteil aux tirs au but
On l'entend régulièrement sur les plateaux télé de Canal + consacrés au football ou dans les stades de Ligue 1. Au micro, il partage ses analyses techniques avec sa bonne humeur et son état d'esprit positif, utilisant une voix très calme.
En juin 2021, après un an de formation au CNF Clairefontaine, il est diplômé du DESJEPS mention football.

## Statistiques

### Détails par saison
| Saison                | Club                  | Championnat           | Championnat | Championnat | Championnat | Coupe nationale | Coupe nationale | Coupe nationale | Coupe de la Ligue | Coupe de la Ligue | Coupe de la Ligue | Supercoupe | Supercoupe | Supercoupe | Compétition(s) continentale(s) | Compétition(s) continentale(s) | Compétition(s) continentale(s) | Compétition(s) continentale(s) | France | France | France | Total | Total | Total |
| Saison                | Club                  | Division              | M.          | B.          | P.d.        | M.              | B.              | P.d.            | M.                | B.                | P.d.              | M.         | B.         | P.d.       | Comp.                          | M.                             | B.                             | P.d.                           | M.     | B.     | P.d.   | M.    | B.    | P.d.  |
| 1999-2000             | Olympique lyonnais    | Division 1            | 4           | 0           | 0           | 3               | 2               | 0               | -                 | -                 | -                 | -          | -          | -          | -                              | -                              | -                              | -                              | -      | -      | -      | 7     | 2     | 0     |
| 2000-2001             | Olympique lyonnais    | Division 1            | 28          | 5           | 2           | 4               | 1               | 0               | 4                 | 1                 | 0                 | -          | -          | -          | C1                             | 8                              | 2                              | 0                              | -      | -      | -      | 44    | 9     | 2     |
| 2001-2002             | Olympique lyonnais    | Division 1            | 29          | 10          | 5           | 1               | 0               | 0               | 2                 | 0                 | 0                 | -          | -          | -          | C1+C3                          | 6+3                            | 2+1                            | 1+1                            | -      | -      | -      | 41    | 13    | 7     |
| 2002-2003             | Olympique lyonnais    | Ligue 1               | 29          | 7           | 5           | 1               | 0               | 1               | 1                 | 2                 | 0                 | 1          | 3          | 0          | C1+C3                          | 4+1                            | 2+0                            | 0+0                            | 8      | 2      | 0      | 45    | 16    | 6     |
| 2003-2004             | Olympique lyonnais    | Ligue 1               | 26          | 3           | 2           | 3               | 2               | 0               | 1                 | 0                 | 0                 | -          | -          | -          | C1                             | 9                              | 0                              | 1                              | 3      | 1      | 0      | 42    | 6     | 3     |
| 2004-2005             | Olympique lyonnais    | Ligue 1               | 36          | 8           | 4           | 2               | 0               | 0               | 1                 | 0                 | 0                 | 1          | 0          | 0          | C1                             | 9                              | 0                              | 5                              | 5      | 0      | 0      | 54    | 8     | 9     |
| 2005-2006             | Olympique lyonnais    | Ligue 1               | 35          | 5           | 5           | 3               | 1               | 0               | 1                 | 1                 | 0                 | 1          | 0          | 0          | C1                             | 7                              | 1                              | 0                              | 7      | 0      | 0      | 54    | 8     | 5     |
| 2006-2007             | Olympique lyonnais    | Ligue 1               | 28          | 1           | 4           | 2               | 1               | 0               | 4                 | 1                 | 0                 | -          | -          | -          | C1                             | 5                              | 0                              | 2                              | 5      | 2      | 0      | 44    | 5     | 6     |
| 2007-2008             | Olympique lyonnais    | Ligue 1               | 32          | 7           | 3           | 4               | 1               | 0               | 1                 | 0                 | 0                 | 1          | 1          | 0          | C1                             | 8                              | 1                              | 4                              | 6      | 2      | 0      | 52    | 12    | 7     |
| 2008-2009             | Olympique lyonnais    | Ligue 1               | 15          | 1           | 1           | 1               | 0               | 0               | -                 | -                 | -                 | -          | -          | -          | C1                             | 4                              | 1                              | 0                              | 5      | 3      | 1      | 25    | 5     | 2     |
| 2009-2010             | Olympique lyonnais    | Ligue 1               | 30          | 2           | 2           | 1               | 0               | 0               | 1                 | 0                 | 0                 | -          | -          | -          | C1                             | 11                             | 1                              | 1                              | 10     | 0      | 0      | 53    | 3     | 3     |
| Sous-total            | Sous-total            | Sous-total            | 292         | 49          | 33          | 23              | 8               | 1               | 16                | 5                 | 0                 | 4          | 4          | 0          | -                              | 75                             | 11                             | 15                             | 49     | 10     | 1      | 459   | 87    | 50    |
| 2010-2011             | Panathinaïkos         | Superleague           | 20          | 1           | 0           | 2               | 1               | 0               | -                 | -                 | -                 | -          | -          | -          | C1                             | 2                              | 1                              | 0                              | -      | -      | -      | 24    | 3     | 0     |
| 2011-2012             | Évian Thonon Gaillard | Ligue 1               | 18          | 1           | 1           | 3               | 1               | 0               | 1                 | 0                 | 0                 | -          | -          | -          | -                              | -                              | -                              | -                              | -      | -      | -      | 22    | 2     | 1     |
| 2012-2013             | Évian Thonon Gaillard | Ligue 1               | 18          | 0           | 1           | 2               | 0               | 0               | 1                 | 0                 | 1                 | -          | -          | -          | -                              | -                              | -                              | -                              | -      | -      | -      | 21    | 0     | 2     |
| Sous-total            | Sous-total            | Sous-total            | 36          | 1           | 2           | 5               | 1               | 0               | 2                 | 0                 | 1                 | -          | -          | -          | -                              | -                              | -                              | -                              | -      | -      | -      | 43    | 2     | 3     |
| Total sur la carrière | Total sur la carrière | Total sur la carrière | 343         | 51          | 35          | 29              | 9               | 1               | 18                | 5                 | 1                 | 4          | 4          | 0          | -                              | 77                             | 12                             | 15                             | 49     | 10     | 1      | 520   | 91    | 53    |

### Buts internationaux
| 0     | Date | Lieu | Compétition | Résultat | Adversaire | Détail | Détail | Détail | Sél. |
| ----- | --- | --- | --- | --- | --- | --- | --- | --- | --- |
| 1er   | 12 octobre 2002 | Stade de France, Saint-Denis, France                                                                                    | Éliminatoires Euro 2004                                                                                                 | V 5-0 | Slovénie | 86e | de la tête | 5-0 | 3e |
| 2e    | 20 juin 2003 | Stade Geoffroy-Guichard, Saint-Étienne, France                                                                          | Premier tour de la Coupe des confédérations 2003                                                                        | V 2-1 | Japon | 65e | du pied gauche | 2-1 | 7e |
| 3e    | 18 février 2004 | Stade Roi Baudouin, Bruxelles, Belgique                                                                                 | Match amical | V 0-2 | Belgique | 45+1e | du pied droit | 0-1 | 10e |
| 4e    | 6 septembre 2006 | Stade de France, Saint-Denis, France                                                                                    | Éliminatoires Euro 2008                                                                                                 | V 3-1 | Italie | 2e | du pied droit | 1-0 | 25e |
| 5e    | 6 septembre 2006 | Stade de France, Saint-Denis, France                                                                                    | Éliminatoires Euro 2008                                                                                                 | V 3-1 | Italie | 55e | de la tête | 3-1 | 25e |
| 6e    | 16 novembre 2007 | Stade de France, Saint-Denis, France                                                                                    | Match amical | N 2-2 | Maroc | 15e | du pied droit | 1-1 | 29e |
| 7e    | 21 novembre 2007 | Stade olympique, Kiev, Ukraine                                                                                          | Éliminatoires Euro 2008                                                                                                 | N 2-2 | Ukraine | 34e | du pied droit | 1-2 | 30e |
| 8e    | 20 août 2008 | Gamla Ullevi, Göteborg, Suède                                                                                           | Match amical | V 2-3 | Suède | 61e | du pied droit | 1-2 | 35e |
| 9e    | 20 août 2008 | Gamla Ullevi, Göteborg, Suède                                                                                           | Match amical | V 2-3 | Suède | 77e | du pied droit | 1-3 | 35e |
| 10e   | 6 septembre 2008 | Stade Ernst-Happel, Vienne, Autriche                                                                                    | Éliminatoires Coupe du monde 2010                                                                                       | P 3-1 | Autriche | 61e | du pied droit | 2-1 | 36e |
| Total | 10 buts (7 du pied droit, 1 du pied gauche et 2 de la tête), en 49 sélections entre le 21 août 2002 et le 22 juin 2010. | 10 buts (7 du pied droit, 1 du pied gauche et 2 de la tête), en 49 sélections entre le 21 août 2002 et le 22 juin 2010. | 10 buts (7 du pied droit, 1 du pied gauche et 2 de la tête), en 49 sélections entre le 21 août 2002 et le 22 juin 2010. | 10 buts (7 du pied droit, 1 du pied gauche et 2 de la tête), en 49 sélections entre le 21 août 2002 et le 22 juin 2010. | 10 buts (7 du pied droit, 1 du pied gauche et 2 de la tête), en 49 sélections entre le 21 août 2002 et le 22 juin 2010. | 10 buts (7 du pied droit, 1 du pied gauche et 2 de la tête), en 49 sélections entre le 21 août 2002 et le 22 juin 2010. | 10 buts (7 du pied droit, 1 du pied gauche et 2 de la tête), en 49 sélections entre le 21 août 2002 et le 22 juin 2010. | 10 buts (7 du pied droit, 1 du pied gauche et 2 de la tête), en 49 sélections entre le 21 août 2002 et le 22 juin 2010. | 10 buts (7 du pied droit, 1 du pied gauche et 2 de la tête), en 49 sélections entre le 21 août 2002 et le 22 juin 2010. |

## Palmarès
| Olympique lyonnais | France | Distinctions personnelles                                                                                    |
| --- | --- | --- |
| - Ligue 1 (7) - Champion en 2002, 2003, 2004, 2005, 2006, 2007 et 2008 - Vice-champion en 2001 et 2010 - Coupe de France (1) - Vainqueur en 2008 - Coupe de la Ligue (1) - Vainqueur en 2001 - Finaliste en 2007 - Trophée des champions (4) - Vainqueur en 2002, 2004, 2005 et 2007 - Finaliste en 2008 | - Finaliste du Championnat d'Europe espoirs en 2002 - Vainqueur de la Coupe des confédérations 2003 - Finaliste de la Coupe du monde 2006 | - Élu meilleur espoir de D1 aux trophées UNFP en 2001 - Élu meilleur joueur du Trophée des champions en 2007 |

Elan club de Chaponost
- coupe de Lyon et du Rhône (1)
  - Champion en 2023

## Vie privée
Il se marie (aujourd'hui divorcé) le 18 juin 2011 avec Clémence Catherin à la mairie de Replonges dans l'Ain. Ils sont les parents d'un garçon, Marley, né le 25 février 2009, et d'une fille, Jude, née le 20 février 2014. Sidney Govou a également une fille aînée, Naomy, née hors mariage le 11 février 2005, issue d'une précédente relation.